# 京極興一
京極 興一（きょうごく おきかず、1927年9月2日 - 2009年6月23日）は、日本の国語学者。

## 経歴
長野県上水内郡戸隠村（現・長野市）の戸隠神社宮司の家に生まれる。1951年（昭和26年）、東京大学文学部国文学科卒業。1975年（昭和50年）、信州大学教育学部教授に就任、1993年（平成5年）に退官した。同年より上田女子短期大学学長を務めた。

## 著書
- 『講談社国語辞典』（共編）講談社、1982年
- 『小学校教科書教科別語彙資料』（共著）信州大学教育学部、1988年
- 『現代人とことば 日本語セミナー』（共著）銀河書房、1988年
- 『「国語」とは何か』東宛社、1993年
- 『近代日本語の研究 : 表記と表現』東宛社、1998年